# Liste der Gemeinden im Komitat Somogy
Diese Liste umfasst die Städte und Gemeinden des Komitats Somogy in Ungarn. Es bestehen in Somogy insgesamt 245 Gemeinden, davon 16 Gemeinden mit, und 229 Gemeinden ohne Stadtrecht. Jede Gemeinde hat einen direkt von den Bürgern gewählten Bürgermeister (ungarisch Polgármester). Jede Gemeinde verfügt über eigene Einnahmen, kann aber auch Zuschüsse aus dem zentralen Staatshaushalt erhalten. Zu den Verpflichtungen der Gemeinden gehören u. a. die Sicherung des Grundschulunterrichts, die Gewährleistung der medizinischen und sozialen Grundversorgung, sowie das Geltendmachen der nationalen und ethnischen Minderheitenrechte.
Alle Angaben beruhen auf der Volkszählung vom 1. Januar 2022

## Städte

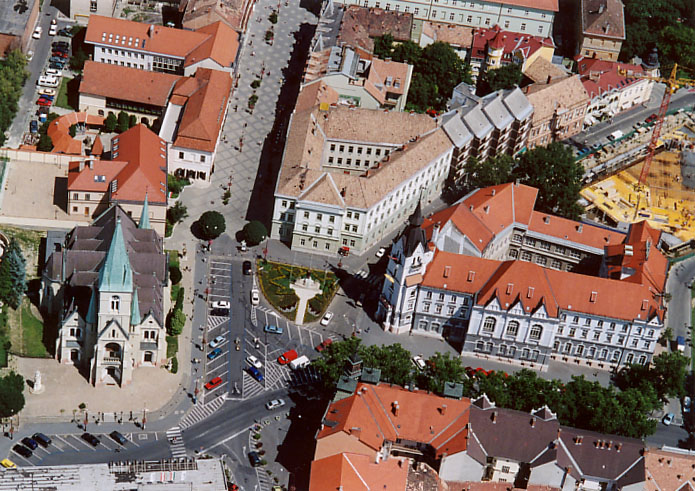
Kaposvár ist die größte Stadt im Komitat

### Städte mit Komitatsrecht
Eine Stadt mit Komitatsrecht (ungarisch megyei jogú város) erfüllt im Bereich der Komitatsverwaltung zusätzliche Aufgaben gegenüber den anderen Städten und Gemeinden des Komitats.
- Kaposvár 58.633 Einwohner

### Städte ohne Komitatsrecht
| Stadt            | Einw.  | Stadt         | Einw.  |
| ---------------- | ------ | ------------- | ------ |
| * Balatonboglár  | 05.381 | * Lengyeltóti | 02.819 |
| * Balatonföldvár | 02.328 | * Marcali     | 11.050 |
| * Balatonlelle   | 05.495 | * Nagybajom   | 03.345 |
| * Barcs          | 9.831  | * Nagyatád    | 9.627  |
| * Csurgó         | 04.485 | * Siófok      | 26.329 |
| * Fonyód         | 04.959 | * Tab         | 04.149 |
| * Igal           | 01.336 | * Zamárdi     | 02.856 |
| * Kadarkút       | 02.402 |               |        |

## Gemeinden

### Großgemeinden
Eine Großgemeinde (ungarisch nagyközség) besteht meist aus mehreren Ortsteilen.
- Balatonszárszó
- Berzence

### Gemeinden
| - Ádánd - Alsóbogát - Andocs - Babócsa - Bábonymegyer - Bakháza - Balatonberény - Balatonendréd - Balatonfenyves - Balatonkeresztúr - Balatonmáriafürdő - Balatonőszöd - Balatonszabadi - Balatonszárszó - Balatonszemes - Balatonszentgyörgy - Balatonújlak - Bálványos - Bárdudvarnok - Baté - Bedegkér - Bélavár - Beleg - Berzence - Bodrog - Böhönye - Bolhás - Bolhó - Bonnya - Bőszénfa - Büssü - Buzsák - Csákány - Cserénfa - Csömend - Csököly - Csokonyavisonta - Csoma | - Csombárd - Csurgónagymarton - Darány - Drávagárdony - Drávatamási - Ecseny - Edde - Felsőmocsolád - Fiad - Főnyed - Fonó - Gadács - Gadány - Gálosfa - Gamás - Gige - Gölle - Görgeteg - Gyugy - Gyékényes - Hács - Hajmás - Háromfa - Hedrehely - Hencse - Heresznye - Hetes - Hollád - Homokszentgyörgy - Hosszúvíz - Iharos - Iharosberény - Inke - Istvándi - Jákó - Juta - Kálmáncsa - Kánya | - Kapoly - Kaposfő - Kaposgyarmat - Kaposhomok - Kaposkeresztúr - Kaposmérő - Kaposszerdahely - Kaposújlak - Karád - Kastélyosdombó - Kaszó - Kazsok - Kelevíz - Kercseliget - Kereki - Kéthely - Kisasszond - Kisbajom - Kisberény - Kisbárapáti - Kisgyalán - Kiskorpád - Kőkút - Komlósd - Kőröshegy - Kötcse - Kutas - Kára - Lábod - Lad - Lakócsa - Látrány - Libickozma - Lulla - Magyaratád - Magyaregres - Mernye - Mesztegnyő | - Mezőcsokonya - Mike - Miklósi - Mosdós - Nágocs - Nagyberki - Nagyberény - Nagycsepely - Nagykorpád - Nagyszakácsi - Nemesdéd - Nemeskisfalud - Nemesvid - Nikla - Nyim - Orci - Ordacsehi - Öreglak - Őrtilos - Osztopán - Ötvöskónyi - Pálmajor - Pamuk - Patalom - Patca - Patosfa - Péterhida - Pogányszentpéter - Polány - Porrog - Porrogszentkirály - Porrogszentpál - Potony - Pusztakovácsi - Pusztaszemes - Ráksi - Rinyabesenyő - Rinyakovácsi | - Rinyaszentkirály - Rinyaújlak - Rinyaújnép - Ságvár - Sántos - Sávoly - Segesd - Sérsekszőlős - Siójut - Som - Somodor - Somogyacsa - Somogyaracs - Somogyaszaló - Somogybabod - Somogybükkösd - Somogycsicsó - Somogydöröcske - Somogyegres - Somogyfajsz - Somogygeszti - Somogyjád - Somogymeggyes - Somogysimonyi - Somogyszentpál - Somogyszil - Somogyszob - Somogysámson - Somogysárd - Somogytúr - Somogyudvarhely - Somogyvámos - Somogyvár - Somogyzsitfa - Szabadi - Szabás - Szántód - Szegerdő | - Szenna - Szenta - Szentbalázs - Szentborbás - Szentgáloskér - Szenyér - Szilvásszentmárton - Szőkedencs - Szólád - Szőlősgyörök - Szorosad - Szulok - Tapsony - Tarany - Táska - Taszár - Teleki - Tengőd - Tikos - Törökkoppány - Torvaj - Tótújfalu - Újvárfalva - Várda - Varászló - Vése - Visnye - Visz - Vízvár - Vörs - Zákány - Zala - Zics - Zimány - Zselickisfalud - Zselickislak - Zselicszentpál |